# Ria Percival
Ria Percival, née le 7 décembre 1989 à Brentwood en Angleterre, est une footballeuse internationale néo-zélandaise. Elle évolue au poste d'arrière droit.

## Biographie

### Carrière en club
Ria Percival est une véritable citoyenne du monde. Née en Angleterre, elle porte la nationalité néo-zélandaise, pays où elle a évolué au Lynn-Avon United avant de s'envoler vers la Women's Professional Soccer américaine. Elle rejoint l'Allemagne et le 1.FFC Francfort durant l'été 2011. Avec ce club, elle se hisse notamment en finale de la Ligue des champions 2011-2012 (battue 2-0 par Lyon).

### Carrière en sélection
Ria Percival représente la Nouvelle-Zélande depuis 2006. Elle a participé à la Coupe du monde en 2007 et 2011 ainsi qu'aux Jeux olympiques en 2008. Elle a remporté deux Coupe d'Océanie avec sa sélection.

## Palmarès

### En club
1. FFC Francfort :
- Coupe d'Allemagne :
  - Finaliste en 2012

- Ligue des champions :
  - Finaliste en 2012

 West Ham
- Coupe d'Angleterre :
  - Finaliste en 2019

### En sélection
Équipe de Nouvelle-Zélande :
- Coupe d'Océanie (2) :
  - Vainqueur en 2007 et 2010